# Karanč
Karanč (maďarsky Karancs, 727 m n. m.) je zalesněný kopec v Cerové vrchovině na slovensko-maďarské státní hranici. Maďarská část se nachází na území okresu Salgótarján (župa Nógrád), slovenská na území okresu Lučenec (Banskobystrický kraj). Vrch se vypíná nad maďarskou obcí Somosköújfalu, nejbližší slovenskou obcí je Šiatorská Bukovinka. Karanč je nejvyšším bodem celé Cerové vrchoviny. Na vrcholu je postavena rozhledna.

## Přístup
- po červené  značce od vlakové zastávky Šiatorská Bukovinka
- po žluté  značce od hraničního přechodu Šiatorská Bukovinka
- po zelené  značce od vlakové zastávky Somosköújfalu